# Waveshaper
Том Андерссон (нар. 26 вересня 1984), відомий під псевдонімом Waveshaper, — шведський електронний музикант, який спеціалізується на синтвейві. Натхненний такими артистами, як Жан-Мішель Жарр, Kraftwerk і Daft Punk, а також саундтреками до фільмів 80-х років, його ретрофутуристична музика створена за допомогою різноманітних апаратних синтезаторів, зокрема ARP 2600, Roland Jupiter-4 і Korg MS-20. Він випустив свій дебютний альбом Tracks To The Future на лейблі Lunar Boogie у 2013 році та мініальбом Sounds That Kill на Telefuture Records у 2014 році. У 2015 році він випустив чотиритрекову вінілову платівку Solar Drifter на шведському синтвейв-лейблі Rad Rush Records.
Андерссон також знявся в документальному фільмі «The Rise of the Synths» 2019 року, який досліджував походження та розвиток жанру синтвейв. У фільмі музикант з'явився разом із різними композиторами зі сцени, зокрема Carpenter Brut. Джон Карпентер також знявся у фільмі в якості диктора.

## Дискографія

### Альбоми
- Tracks To The Future (2013, Lunar Boogie)
- Retro Future (2014, Self Released)
- Sounds That Kill (2014, Telefuture Records)
- Solar Drifter (2015, Rad Rush Records)
- Exploration 84 (2015, Self Released)
- Station Nova (2016, NewRetroWave Records)
- Velocity (2017)
- Lost Shapes (2018)
- Lost Shapes Reinvented (2018)
- Artifact (2019)
- Mainframe (2021)
- Forgotten Shapes (2022)

### Сингли
- «Dangerous Love» (2013)
- «So French Disco» (2013)
- «Modern Technology» (2014, з Робертом Паркером)[6]
- «Chasing The Clone Of Myself» (2014)
- «Radio Signal» (2014)
- «My Faust - Death Race» (Waveshaper Remix) (2015)[7]
- «Crystal Protocol» (2015, NewRetroWave Records)
- «66 MHz» (2017)[8]
- «Walking in the Air» (2020)

### Інше
- Частина саундтреку до комп'ютерної гри Furi[en]
- Ремікс пісні «Eden» для синтвейв альбому Scandroid (2016)